# Karol Jurík
Karol Jurík (13. září 1932 - 2021) byl slovenský a československý politik Komunistické strany Slovenska a poslanec Sněmovny národů Federálního shromáždění za normalizace.

## Biografie
K roku 1976 se profesně uvádí jako stavební technik. Ve volbách roku 1976 zasedl do slovenské části Sněmovny národů (volební obvod č. 96 - Šurany, Západoslovenský kraj). Ve Federálním shromáždění setrval do konce funkčního období, tedy do voleb roku 1981.